# Ender Arslan
Ender Arslan (İstanbul, 13 de janeiro de 1983) é um basquetebolista profissional turco, atualmente joga no Türk Telekom que disputa a segunda divisão turca.